# Juan Sherlock
Juan Sherlock o John Sherlock (1705–25 de julio de 1794) fue un brigadier general nacido en Irlanda que sirvió en España con el Regimiento Ultonia. Fue responsable de la exitosa defensa de Melilla en el sitio de 1774 tras haber padecido un asedio de tropas alauitas durante cien días.
John era el hijo de Peter Sherlock, nombrado barón y caballero por el Viejo Pretendiente Jacobo III de Inglaterra en 1716. Durante la rebelión irlandesa de 1641, los Sherlock habían perdido sus enormes posesiones en el condado de Waterford. Como muchos otros irlandeses católicos, John emigró a España con la esperanza de regresar a su patria cuando un católico hubiera sido repuesto en el trono de Inglaterra. Mientras tanto, y siguiendo los pasos de su padre y de su abuelo, prestó sus servicios en el Regimiento Ultonia, parte de la brigada irlandesa del ejército español.
Juan Sherlock luchó en la guerra contra Inglaterra de 1727 consistente en el segundo y fracasado intento español de reconquistar Gibraltar.
Más tarde fue nombrado comandante en jefe de Melilla por Carlos III. Desde el 9 de diciembre de 1774 hasta el 19 de marzo de 1775, Juan Sherlock defendió la ciudad africana del ataque del sultán Mohámmed III. Cuando la situación era desesperada, la llegada de una flota desde España con refuerzos permitió a Sherlock romper el asedio y deshacerse de la amenaza alauí. En la entrada a la parte vieja de la ciudad de Melilla puede contemplarse el monumento a «Juan Sherlock». 
Años después fue nombrado gobernador de Sanlúcar de Barrameda, donde murió el 25 de julio de 1794 a la edad de 89 años.

## Juan Sherlock en la ficción
La novela histórica El rosario de Mahoma, de Gerardo Muñoz Lorente, recrea el sitio de Melilla que finalizó en 1775.